# 揖斐荘
揖斐荘（いびのしょう）は、平安時代から室町時代にかけて美濃国にあった荘園。摂関家領。

## 概要

### 所在
美濃国大野郡。現在の岐阜県揖斐郡。揖斐川町が中心。

### 規模
不明。

### 起源
平安時代に池田郡司職を継承していた紀氏が開発し、新熊野社に寄進。

### 領主
摂関家（高陽院→藤原基通ら）→興福寺一乗院（実信ら） 

### 終焉
南北朝時代に美濃守護家土岐頼雄が地頭となって勢力を拡大、荘内に揖斐城を築き、自分で創建した大興寺に一部荘園を寄進するなどして接収していった。